# Punta Turano

Mapa de las islas Malvinas, con topónimos en idioma español (pulsar en la imagen para agrandarla).

La punta Turano es un cabo ubicado en el noreste de la isla Gran Malvina, en la costa occidental del Estrecho de San Carlos que lo separa de la Isla Soledad, y que forma la entrada norte al puerto de los Brazos.
Esta punta se halla en el archipiélago de las Islas Malvinas, que según la Organización de las Naciones Unidas (ONU), están en litigio de soberanía entre el Reino Unido, quien la administra como parte del territorio británico de ultramar de las Malvinas, y la Argentina, quien reclama su devolución, y la integra en el departamento Islas del Atlántico Sur de la provincia de Tierra del Fuego, Antártida e Islas del Atlántico Sur.
El nombre de la punta recuerda a Juan Ramón Turano, tripulante del ARA Bahía Buen Suceso fallecido en bahía Fox durante la guerra de las Malvinas de 1982.